# بينجامين توتوري

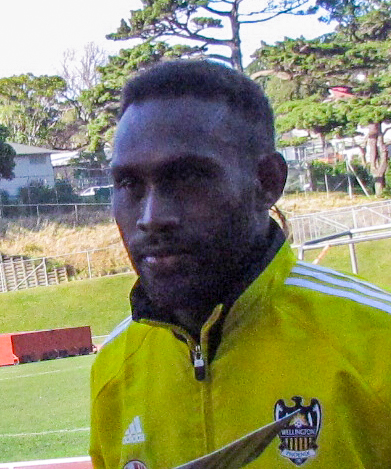

بينجامين توتوري (بالإنجليزية: Benjamin Totori)‏ (مواليد 20 فبراير 1986 في جزر سليمان) لاعب كرة قدم سليماني دولي يجيد اللعب في خط الهجوم . يلعب حاليا لصالح نادي ويتيكير يونايتد النيوزيلندي منذ 2008 .

## روابط خارجية
- بينجامين توتوري على موقع الاتحاد الدولي (مؤرشف)  (الإنجليزية)
- بينجامين توتوري على موقع قاعدة بيانات كرة القدم.إي يو (الإنجليزية)
- بينجامين توتوري على موقع ناشيونال فوتبول تيمز (الإنجليزية)
- بينجامين توتوري على موقع كووورة